# T-62
T-62:an är en stridsvagn som introducerades 1961 i Sovjetunionen. Den är en uppgradering av T-54/T-55-serien. Den kom att bli standardstridsvagnen i de sovjetiska styrkorna och var den första stridsvagnen i världen som hade en slätborrad kanon. Varianten T-62A började byggas 1962. Flera andra varianter byggdes också, de första hade en V-12 dieselmotor med 580 hk. På 1980-talet byttes T-62 ut mot de nyare stridsvagnsserierna T-64, T-72 och T-80, även om många T-62-vagnar fortfarande används i den ryska armén.
Huvudbeväpningen är en 115 mm slätborrad manuellt laddad kanon av typ U5TS och en parallellkopplad 7,62 mm ksp. Besättningen består av fyra personer. För mörkerstrid är vagnen utrustad med en infraröd strålkastare ovanför kanonen och en mindre infraröd strålkastare på vagnchefens observationshuv på vänster sida av tornet. Produktionen skedde i Sovjetunionen och modifierade varianter i Nordkorea. Kina byggde också T-54:or med viss teknik från T-62:an under namnet Type-69. I Sovjetunionen tillverkades T-62:or i tre stora fabriker som ligger i Nizjnij Tagil, Omsk och Kharkov. I jämförelse med T-54/55-serien exporterades inte T-62 i lika stor omfattning.

## Produktionshistoria
I Sovjetunionen 1952 började man experimentera med den nya D-54-T 100 mm slätborrade kanonen. Kartzevs designkontor vid Uralvagonzavod-fabriken i Nizjnij Tagil monterade kanonen på en ny prototyp av en T-54 i oktober 1954. Den nya stridsvagnen fick namnet Objekt 139 eller T-54M (det bör noteras att det här inte är den vanliga T-54M från mitten av 1960-talet). Den nya stridsvagnen var utrustad med 50 projektiler, 14,5 mm lv-ksp, V-54-6 motor, Raduga kanonstabilisator och en ny typ av bärhjul. Flera andra prototyper följde som Objekt 140 i september 1955 som var utrustad med Molnija kanonstabilisator till den nya D-54TS-kanonen, Objekt 165 och Objekt 166 som är uppgraderingar från T-55 gjordes också.
I januari 1961 deserterade en iransk officer med den nya amerikanska stridsvagnen M60A1 Patton över gränsen till Sovjetunionen. Shahen av Iran var allierad med USA och USA sålde därför amerikanska stridsfordon (som M60 Patton-stridsvagnar) till Iran. Det nya pansaret och den brittiska 105 mm L7-kanonen gjorde att de ryska ingenjörerna ökade kalibern på de nya ryska stridsvagnskanonerna till 115 mm. Den nya och större kanonen krävde ett större torn med en tornkrans med större diameter än på T-54/55-vagnarna och detta innebar ett längre och bredare chassi. Resultatet blev T-62 som introducerades 1961 och godkändes av den ryska militären. Produktionen startade den första juli 1962.
T-62 var den första stridsvagnen i världen som hade en slätborrad kanon. Detta medför många fördelar som högre utgångshastighet och på senare år möjligheten att avfyra pv-robot genom kanonen. Kanonen använder fenstabiliserad ammunition, både fenstabiliserad projektil- och pansarspränggranat-ammunition för att bekämpa fientligt pansar. Den slätborrade kanonen gjorde att man fick bättre prestanda med pansarspränggranat. Till kanonen finns även fenstabiliserade spränggranater. Kanonen på T-62:an laddas manuellt men tomhylsor kastas ut ur tornet automatiskt genom en liten lucka i bakre torntaket. 
Produktionen av T-62 ersatte T-55:an i bland annat Uralvagonzavod-fabriken och Malysjev-fabriken i Charkiv, Ukraina. T-62:an ersattes senare av T-72:an i UVZ 1971 och i Malysjev av T-64:an 1967 men produktionen fortsatte i Omsk ända till 1977.
Tillsammans med T-54/55-serien var T-62:an de vanligaste stridsvagnarna i den sovjetiska armén, de utgjorde tillsammans cirka 85% av de ryska pansarstyrkorna, men idag är de betydligt färre. De används idag som reservenheter för en möjlig sekundär mobilisering. De ryska styrkorna använder idag mest T-72 och T-80 med några T-90-stridsvagnar.

## Stridshistoria
T-62:an användes första gången i strid under Oktoberkriget 1973 av Egypten och Syrien, där kanonen visade sig vara effektiv, men både Syrien och Egypten led stora förluster. Israel erövrade flera hundra T-62-vagnar. Efter kriget användes en del T-62 av israelerna under namnet Tiran-6, men detta var kortvarigt. 
1982 invaderade Libyen Tchad med bland annat T-62:or som Muammar Kaddafi köpt av Sovjet. Många av dem var Pan-African legionen som blev besegrad av Tchads armé. Många av T-62:orna hade förstörts av militanter på omgjorda Toyota-lastbilar som var försedda med pansarvärnsvapen. Den libyska armén retirerade oorganiserat och lämnade många brinnande T-62:or kvar. 
Under kriget i Afghanistan var T-62 den ryska arméns huvudstridsvagn och under de sista åren utrustades många vagnar med tilläggspansar av typ BDD bestående av kompositpansar på fronten och extrapansar på främre tornsidorna. Den ryska armén har också använt T-62 i strid i Tjetjenien.
Då T-62:an kom var den en av de bästa i världen. Dess nya 115 mm slätborrade kanon revolutionerade stridsvagnstillverkningen. 40 år senare var den inte lika bra jämfört med de senaste stridsvagnarna från västvärlden. En av nackdelarna med T-62 är dess pansarskydd som i originalutförandet består av enbart stålpansar, utan något kompositpansar. Detta gör den särskilt känslig för träffar med RSV-ammunition, som i pansarvärnsrobotar. Den har också brister i förmågan till strid i mörker då den är utrustad med enbart aktiv IR. De nyare T-62:orna som T-62MV och Tiran-6 är mer utrustade för modern krigföring, bland annat med moderna sikten, reaktivt pansar och aktiva skyddssystem mot pansarvärnsrobotar. 
T-62 används fortfarande i många länder som i Afghanistan 200 st, Albanien, Algeriet 332 st, Angola 150 st, Belarus 400 st, Kuba 400 st, Egypten 500 st, Etiopien 50 st, Irak 200 st, Iran 75 st, Israel 70 st, Jemen 250 st, Nordkorea 500 st, Libyen 350 st, Mongoliet 200 st, Syrien 1000 st, Ukraina 1 st, Uzbekistan 40 st, Vietnam 70 st. Totalt är cirka 8800 stycken T-62:or i tjänst idag.[när?]
Under Rysslands invasion av Ukraina 2022 skickade Ryssland i maj 2022 ett antal av de uppgraderade varianterna T-62M och T-62MV till östra Ukraina.

## Varianter
- T-62: första produktionsmodellen som hade en 14,5 mm KPVT parallellkopplad ksp istället för den vanliga 7,62 mm SGMT ksp.
- T-62A: En förbättrad version av den ursprungliga T-62, utrustad med en 12,7 mm DSjK lv-ksp på laddarens lucka, en 7,62 PKMT parallellkopplad kulspruta och en stabiliserad kanon, vilket gör att skytten kan skjuta under gång med bättre träffsäkerhet. Alla T-62:or var utrustade med stabiliserad kanon omkring 1970.
- T-62K: Version avsedd för främst kompani- och bataljonschefer med navigationssystem för lägesbestämning och förbättrad radioutrustning.
- T-62M: Version försedd med förbättrat skydd (BDD) och förbättrat eldledningssystem. Började produceras 1983. Den är även försedd med rökgranatkastare, skydd mot radioaktiv strålning, aktiva skyddssystemet Drozd APS, 203 mm pansar på tornet, KTD-2 laseravståndsmätare, eldledningssystemet 1K13 BOM som möjliggör avfyring av robotar, M1-Meteor 2-plansstabilisator för kanonen och 2A20/Sjeksna 115 mm slätborrad kanon.
- T-62M1: Version utrustad med ett nytt Volna eldledningssystem.
- T-62D: Version utrustad med Drozd APS skyddssystem, reaktivt pansar och 9K118 Sjeksna laserstyrd pansarvärnsrobot (kallas av NATO för AT-12 Swinger). Missilen skjuts genom kanonens eldrör.
- T-62MK: Andra generationens chefsvagn försedd med avancerad radioutrustning.
- T-62MV: Version med Kontakt och Kontakt-5 reaktivt pansar. Exporterades till Nordkorea och Syrien.
- Tiran-6: Israelisk variant av T-62A som de tog från Syrien under Oktoberkriget 1973. Den är utrustad med en starkare dieselmotor från General Motors, en laseravståndsmätare och ett termiskt sikte för skytten. Tiran-6 vagnarna i Israel är även försedda med "Blazer" reaktivt pansar.
- Ch'onma-Ho: Nordkoreansk modifierad version som började byggas i början av 1970-talet. Bestyckad med en modifierad variant av den ursprungliga 115 mm kanonen. Många fotografier visar att nordkoreanska militären har gjort stora förändringar jämfört med de ryska varianterna.
- IT-1: Pansarvärnsrobotvagn baserad på T-62-chassi. Huvudbeväpningen är 3M7 Drakon-robotar som skjuts från tornet. Första experimentvarianten gjordes på tidigt 1960-tal. Två prototyper testades i april 1964 och under resten av året gjordes det 94 test totalt. Produktionen började 1968, men stoppades 1970. Tillverkades samtidigt med Taifun 9M15.